# 이상범 (교육인)
이상범(李湘範, 1952년 7월 7일~)은 대한민국의 대학 교수 겸 교육인으로, 서울시립대학교 제5·6대 총장이다.

## 학력
- 경남고등학교 졸업
- 서울대학교 경영학 학사
- 한국과학기술원 대학원 공학 석사
- 컬럼비아 대학교 대학원 경영학 석사
- 컬럼비아 대학교 대학원 경영학 박사

## 생애
경남고등학교를 졸업하고, 서울대학교 상과대학 경영학과에서 학사 학위를 취득하였으며, 한국과학기술원에서 산업공학과 공학 석사, 미국 아이비 리그 컬럼비아 대학교 경영학과에서 석사·박사 학위를 취득하였다. 
미국 뉴욕 시립 대학교 경영대학원 조교수를 거쳐 1986년 서울시립대학교 경영학과 교수로 부임하였다. 동교에서 1995년 8월 교무처 처장, 1998년 8월 교수협의회 회장을 거쳐 2003년 2월 총장에 취임하였다. 2007년 2월 총장에 연임되었다.

## 경력
- 뉴욕 시립 대학교 경영대학원 조교수
- 서울시립대학교 경영학과 교수
- 서울시립대학교 교무처 처장
- 서울시립대학교 교수협의회 회장
- 서울시립대학교 총장